# Hoy soy nadie
Hoy soy nadie (estilizado como #HoySoyNadie), es una serie mexicana de televisión, creada por Daniela Richer y producida por Carlos Murguía y Guillermo del Bosque. Se estrenó el 29 de agosto de 2012 por el canal Telehit y finalizó el 28 de noviembre del mismo año. La primera temporada consta de 14 episodios más un capítulo cero y un final alternativo que fueron emitidos en línea a través del sitio oficial de la serie.

## Argumento
Tras participar en un fallido "negocio de Internet" e hipotecar la casa de su hermano para pagar su deuda, Mateo Blanco, un talentoso editor web, se ve en la necesidad de cometer un fraude al periódico donde trabaja, para recuperar la casa de su hermano y saldar su deuda. Con lo que no contaba es que sería descubierto por el dueño del periódico, Alonso Ugarte, quien a cambio de no denunciarlo, le ordena encontrar a su hijo perdido, entregándole una lista con quince nombres de los posibles candidatos y una caja con cápsulas al vacío, para que obtenga una muestra de sangre de cada uno de ellos. Sin que nadie se entere,  Mateo, a través de las redes sociales,  deberá ubicar y acercarse a estos jóvenes, con una identidad falsa para obtener dicha muestra y así, descubrir quién es el hijo de Ugarte, antes de que éste muera.

## Elenco
- Emmanuel Orenday como Mateo Blanco.
- Alberto Zeni como Felipe Blanco.
- Sherlyn como Mía Castillo.
- Oliver Cantú Lozano como Ernesto Moncada.
- Hector Diaz Bortolussi como Alonso Ugarte.

Invitados especiales:
- Paty Cantú como Érika Arredondo.
- Alejandra Bogue como Becca Lima.
- Vanessa León como Lisa Pinto.
- Daniela Plancarte como Minerva Castro.
- Erika Bruni como Ana Gamboa.
- Sofía Garza como Angélica Linares.
- César Guzmán Morales como Giancarlo

## Episodios
| Temporadas | Episodios | Primera transmisión  | Última transmisión      |
| ---------- | --------- | -------------------- | ----------------------- |
| 1          | 14        | 29 de agosto de 2012 | 28 de noviembre de 2012 |

| N.º (serie) | N.º (temp.) | Título        | Fecha de emisión         | Rating             |
| ----------- | ----------- | ------------- | ------------------------ | ------------------ |
| 1           | 1           | «Capsula #1»  | 29 de agosto de 2012     | 7 354 000 (39.6 %) |
| 2           | 2           | «Capsula #2»  | 5 de septiembre de 2012  | 7 228 000 (40.8 %) |
| 3           | 3           | «Capsula #3»  | 12 de septiembre de 2012 | 6 501 000 (36.8 %) |
| 4           | 4           | «Capsula #4»  | 19 de septiembre de 2012 | 7 356 000 (42.1 %) |
| 5           | 5           | «Capsula #5»  | 26 de septiembre de 2012 | 6 649 000 (36.8 %) |
| 6           | 6           | «Capsula #6»  | 3 de octubre de 2012     | 6 312 000 (36.6 %) |
| 7           | 7           | «Capsula #7»  | 10 de octubre de 2012    | 3 774 000 (30.9 %) |
| 8           | 8           | «Capsula #8»  | 17 de octubre de 2012    | 6 456 000 (34.5 %) |
| 9           | 9           | «Capsula #9»  | 24 de octubre de 2012    | 6 156 000 (33.0 %) |
| 10          | 10          | «Capsula #10» | 31 de octubre de 2012    | 5 743 000 (30.3 %) |
| 11          | 11          | «Capsula #11» | 7 de noviembre de 2012   | 5 288 000 (27.6 %) |
| 12          | 12          | «Capsula #12» | 14 de noviembre de 2012  | 6 086 000 (33.8 %) |
| 13          | 13          | «Capsula #13» | 21 de noviembre de 2012  | 5 996 000 (32.0 %) |
| 14          | 14          | «Capsula #14» | 28 de noviembre de 2012  | 5 746 000 (33.0 %) |